# Aimery IX de Thouars
Aimery IX de Thouars, né vers 1225 et mort avant le mois de novembre 1256, est un noble de la haute aristocratie du Poitou.
- Il est le 23e vicomte de Thouars : 1246-1256[1]

## Biographie

### Famille
Aimery IX est le second fils de Guy Ier (♰ 1242), seigneur de Vihiers, Pouzauge, vicomte de Thouars (1234-1242), et d'Alix de Mauléon, ; il est ainsi le petit-fils du célèbre Savary Ier de Mauléon.
Aimery a deux frères cadets, Renaud et Savary qui lui succèdent à la tète de la vicomté de Thouars par le droit coutumier du retour, ou viage, en vigueur dans le Poitou et dans la maison de Thouars depuis le XIe siècle. Ce droit avait pour effet que la succession ne passait pas du père au fils aîné, mais successivement, et suivant leur ordre de naissance à chacun des frères puînés du défunt. Par le décès du dernier d'entre eux seulement, le fils aîné de l'aîné réunissait l'usufruit à la nue-propriété sur laquelle ses oncles n'avaient aucun droit.
Ses oncles paternels sont : Aimery VIII de Thouars, seigneur de La Roche sur Yon, Luçon, La Chaize-le-Vicomte et Puy-Béliard, successeur de son frère Guy Ier en 1242 comme vicomte, et Geoffroy, trésorier du chapitre de Saint-Hilaire de Poitiers,. En 1242, lors de la révolte féodale menée par le comte de la Marche, Hugues X de Lusignan, en Poitou et en Saintonge contre le pouvoir capétien, le jeune Aimery IX et ses oncles se soumettent à Louis IX et ne participent pas aux soulèvement nobilaire,,,.
Son grand-oncle paternel, Guy de Thouars (♰ 1213), accède au rang ducal en épousant l'héritière du duché de Bretagne : Constance (v. 1161-1201), veuve de Geoffroy Plantagenêt (1158-1186) et mère d'Arthur de Bretagne (1187-1203),.

### Vie politique
Aimery IX succède à son oncle Aimery VIII en 1246. Aimery a une vie politique beaucoup plus calme que ses prédécesseurs et séjourne la plupart du temps à Thouars. En accédant au pouvoir vicomtal en 1246, il fait hommage à Alphonse, comte de Poitiers, le frère du roi de France Louis IX. De nombreux liens familiaux unissent les familles de Thouars et Mauléon. Cela profite à Aimery IX qui récupère de nombreux biens de la famille de Mauléon. En juillet 1255 d'ailleurs il rend hommage au roi Louis IX pour les châteaux de Bugon et de La Roche sur Yon.
En 1254, Aimery IX confirme plusieurs dons, faits par ses aïeux, à l'abbaye de Chambon,.

### Décès
Aimery IX meurt le 11 décembre 1256. Son frère Renaud Ier de Thouars lui succède.

## Mariage et descendance

### Marguerite de Lusignan
Marguerite de Lusignan ou Marguerite de la Marche (v. 1226-22 oct. 1288) est la fille d'Hugues X de Lusignan, comte de la Marche, et d'Isabelle Taillefer, comtesse d'Angoulême, reine consort d'Angleterre. Marguerite est ainsi la demi-sœur utérine d'Henri III Plantagenêt, roi d'Angleterre. Elle avait épousé en premières noces Raymond VII, comte de Toulouse mais le mariage fut annulé en 1245,. Après la mort d'Aimery IX et la majorité de leur fils atteinte, Marguerite se remarie avec Geoffroy VI, seigneur de Châteaubriant,,.
Vers 1260, Marguerite est femme lige du comte de Poitou, en tant que vicomtesse de Thouars, et tient de lui la châtellenie de Bridiers (Creuse), et l'hébergement de Montbart (Haute-Vienne), avec leurs appartenances. Elle perçoit une pension de 100 marcs sterling constituée le roi d'Angleterre, Henri III, par acte du 20 juillet 1253,.
En 1265, elle donne des biens à l'abbaye de Chambon en mémoire d'Amaury de Thouars, son mari. Elle apporte à Geoffroy VI de Châteaubriant l'île de Ré, en dot, sa vie durant. La seigneurie de Ré revint alors aux vicomtes de Thouars[réf. nécessaire].
Marguerite de Lusignan rédige son testament en langue française, en février 1283, et demande à être enterrée dans l'église des franciscains de La Rochelle,.
Aimery IX de Thouars épouse Marguerite de Lusignan après 1245. Marguerite reçoit en douaire de son époux les fiefs et châtellenies de Vihiers, Puy-Béliard et La Chaize-le-Vicomte.

### Postérité
Aimery et Marguerite ont :
- Guy II (1246/49-21 sept. 1308), vicomte de Thouars[35].

## Sceaux et armoiries
La numérotation des vicomtes de Thouars par François Eygun et Louis Douët d'Arcq est erronée. Il s'agit donc ici du neuvième vicomte, prénommé aussi Aimery, et non du septième ou du huitième.

### Sceau [1250-1256]
Avers : Rond, 85 mm,,,.
Description : Écu chargé de dix fleurs de lys, 4, 3, 2, 1 ; au franc canton plein (ce qui fait qu'on ne voit que deux fleurs de lys en chef).
Légende : ✠ SIGILLVM ⠅AIMERICI ⠅VICECOMITIS ⠅THOARCII
Légende transcrite : Sigillum Aimerici, vicecomitis Thoarcii
Contre-sceau : Rond,  mm,,.
Description : Représentation équestre à droite, le cheval au galop ; cavalier en costume de chasse.
Légende : ✠ ISTE ⠅THOARCENSES ⠅DOMINVS ⠅DNATVR ⠅IN ⠅OMS
Légende transcrite : Iste Thoarcenses, dominus dominatur in omnes

### Armoiries [1250-1256]
| Blason | Blasonnement : Écu d'or semé de fleurs de lys d'azur au franc-quartier de gueules Commentaires : Blason d'Aimery IX de Thouars, vicomte de Thouars, d'après les empreintes de sceaux de 1250 et 1256. |

Références,,,.

## Sources et bibliographie

### Sources diplomatiques
- « Cartulaire de l'abbaye de Chambon », éd. Hugues Imbert, Mémoires de la Société de statistique, sciences, lettres et arts du département des Deux-Sèvres, 2e série, t. XIII, Niort, Clouzot, 1873-1874, p. 191-304. [lire en ligne]